# Преображение Господне (Гопеш)
„Свето Преображение Господне“, известна като „Свети Сотир“ (на македонска литературна норма: „Свето Преображение Господне“), е православна църква в битолското влашко село Гопеш, Северна Македония. Църквата е под управлението на Преспанско-Пелагонийската епархия на Македонската православна църква.

## История
Църквата е построена от 1871 до 1878 година от майстор Коста от Цер. Иконите в храма са дело на дебърския майстор Йосиф Мажовски.
Между 29 септември и 4 октомври 2013 година от църквата са откраднати 50 икони, повечето от които на Йосиф Мажовски.